# Proterochyta epicoena
Proterochyta epicoena är en fjärilsart som beskrevs av Edward Meyrick 1918. Proterochyta epicoena ingår i släktet Proterochyta och familjen fältmalar, Scythrididae. Inga underarter finns listade i Catalogue of Life.